# Hypophryxus yusakiensis
Hypophryxus yusakiensis är en kräftdjursart som beskrevs av Sueo M. Shiino 1934. Hypophryxus yusakiensis ingår i släktet Hypophryxus och familjen Bopyridae. Inga underarter finns listade i Catalogue of Life.